# Route nationale 35 (Congo-Kinshasa)
Pour les articles homonymes, voir Route nationale 35.

La route nationale 35 (RN35) est une route nationale de la République démocratique du Congo parcourant 70 km dans le Haut-Katanga.

## Parcours
Elle relie la RN5 près de Kasomeno jusqu’à Kasenge et la frontière avec la Zambie sur la rivière Luapula.